# 萬佛山派
萬佛山派，臺灣佛教在地傳統九大門派之一，總本山寺廟為慈明寺，後又創建萬佛寺位於臺中市霧峰區，沿襲禪宗臨濟宗法脈，創立於1970年代。

## 沿革
萬佛山派由聖印法師所創，法師青年時曾於新竹青草湖靈隱寺「臺灣佛學院」就讀，研習佛法，親近印順法師、演培法師。1955年於基隆靈泉禪寺受具足戒。而後長期於廣播電臺開閉佛教弘法節目「慈明之聲」，並先後創辦佛教雜誌《慈明雜誌》、《慈明月刊》。
1959年，聖印法師先在臺中創立慈明寺，1971年於霧峰台灣省議會旁近開創萬佛山萬佛寺，

## 派下相關組織
- 臺中慈明寺
- 臺中萬佛山萬佛寺
- 臺中豐原慈龍寺
- 臺北慈明講堂
- 苗栗慈導寺
- 高雄聖願寺
- 紐西蘭慈明寺
- 臺中市私立慈明高級中學